# Артвин (ил)
Артвин (тур. Artvin) — ил на северо-востоке Турции.

## Название
Согласно грузинским исследователям, в именах Ардануч, Артвин и Ардахан можно выделить хурритский корень ард-/арт-, означающий «город», который также присутствует в названии места Картли.

## География
Ил Артвин на севере граничит с Грузией (регион Аджария). На востоке Артвин граничит с илом Ардахан, на юге — с илом Эрзурум, на западе — ил Ризе.
В состав ила входит черноморское побережье длиной около 35 км (порт Хопа), отделённое от остальной части ила Лазистанским хребтом. Большая часть ила лежит в бассейне реки Чорох (Чорух)

## История
На протяжении веков область входила в состав различных государств. В XVI веке Османская империя захватила регион у грузинского княжества Самцхе-Саатабаго. С 1828 года северная часть провинции, включающая и город Артвин, отошла в состав Российской империи, где составляла Артвинский округ (груз. ართვინის ოკრუგი) Батумской области Кутаисской губернии. По результатам русской-турецкой войны 1877—1878 Артвин отошёл к Российской империи. С началом первой мировой войны, в 1914 году, Турция почти полностью захватывает территорию Артвина. После захвата региона турками армянское население, также как и в других занятых территориях, подвергается резне. Сразу после занятия турками региона, под руководством особой организации, под видом военных действий, началось массовое истребление армян в Артвине, Ардахане и Ардануче.

Вы должны это видеть… насколько жестокими были их действия. Будь они прокляты… Они не имеют никакого отношения ни к мусульманам, ни к христианам, ни к кому либо!
Всего же число армян, убитых в регионе Артвина и Ардануча, оценилось в семь тысяч человек. Многие руководители специальных подразделений, участвовавших в организации массовых убийств армян, позже сыграли значительную роль в турецкой войне за независимость.
После Брест-Литовского мирного договора, заключённого в марте 1918 года большевиками с Германией и её союзниками, включая Турцию, Артвин заняли турецкие войска — он вновь был возвращен Турции, но фактически на несколько месяцев.
С конца 1918 по март 1921 года город находился под контролем Грузинской Демократической Республики. Сразу после советского вторжения в Грузию (1921 г.) турки предъявили ультиматум Грузии с требованием уступить два района — Ардахан и Артвин. Находящееся под давлением грузинское правительство немедленно подчинилось. Московский и Карсский договоры, заключённые Армянской, Азербайджанской и Грузинской ССР и РСФСР с Турцией в 1921 году, закрепили передачу этой территории в состав Турции.

## Население
Население — 191 934 жителей (2009). Кроме турок, в провинции живут лазы, аджарцы (грузины-мусульмане), хемшилы (армяне-мусульмане).
Крупнейшие города — Артвин (23 тыс. жителей в 2000 году), Хопа.

## Административное деление
Ил Артвин делится на 9 районов:

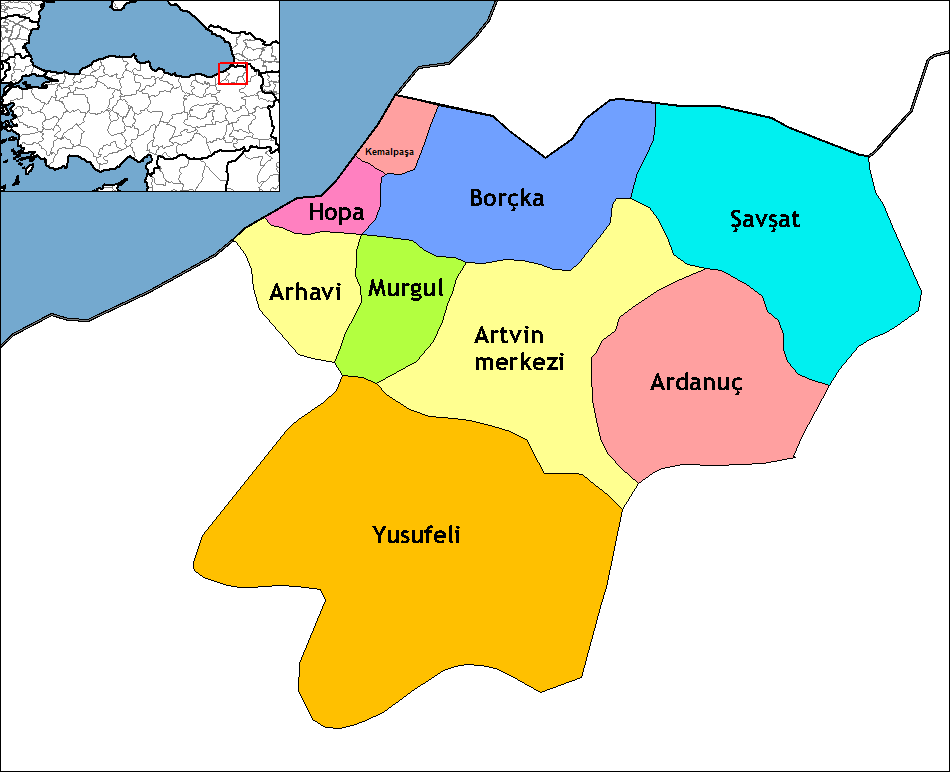

1. Ардануч (Ardanuç), центр — город Ардануч
2. Архави (Arhavi)
3. Артвин (Artvin)
4. Борчка (Borçka)
5. Хопа (Hopa)
6. Мургул (Murgul)
7. Шавшат (Şavşat)
8. Юсуфели (Yusufeli)
9. Кемальпаша (Kemalpaşa)

## Экономика
Животноводство. В долине Чороха и на черноморском побережье садоводство. Пчеловодство.
Развивается туризм.
На Чорохе сооружён ряд гидроэлектростанций.